# Ашберг, Улоф
Улоф Ашберг (швед. Olof Aschberg; 22 июля 1877, Стокгольм, Швеция — 21 апреля 1960, Швеция) — шведский банкир еврейского происхождения, глава стокгольмского банка «Ниа Банкен» (Nya Banken). С 18 августа 1922 года — генеральный директор «Роскомбанка», преобразованного впоследствии во «Внешэкономбанк».

## Биография
Его родители, Герман Аш и Роза Шлоссберг были иммигрантами из России, своё состояние сколотили на торговле мебелью. Коммерческое образование Ашберг получил в нескольких европейских городах, таких как Гамбург, Лондон и Париж. Предпринимательскую карьеру Ашберг начал в шведском текстильном бизнесе. Но вскоре перешел в финансовую отрасль. В 1912 году Ашберг основал в Стокгольме собственный Nya Banken, который позже сменил название на Svenska Ekonomibolaget, директором которого он являлся до 1918 года.
В молодости Улоф был известен своими симпатиями к коммунистическому движению и помогал финансировать большевиков в России. Наряду с Якобом Шиффом и другими банкирами Ашберг финансировал революцию 1917 года и первые годы существования нового большевистского правительства.
Впоследствии Ашберг сблизился с видными большевиками (в частности, с Л. Б. Красиным), и принимал участие в крупных финансовых махинациях. Так — «Ниа Банкен», совместно с «Шелл и Ко» и некоторыми другими шведскими банками, участвовал в выводе финансов и золота за границу. Участвовал Ашберг и в других финансовых операциях, наибольшую известность из которых получила «паровозная афера».
18 августа 1922 года Улоф Ашберг при содействии советского правительства организовал «Российский коммерческий банк».
Улоф Ашберг был также известен собирательством русских икон, коллекцию которых он впоследствии вывез из Советского Союза при посредничестве Красина и по специальному разрешению А. В. Луначарского, и в 1933 году передал её Шведскому национальному музею. Коллекция составляла около 250 икон. Около 15 икон вывезти не разрешили, эти иконы Ашберг подарил советским музеям.
В 1930 году Ашберг поселился во Франции, где во время гражданской войны в Испании помог финансировать Народный фронт.
После начала Второй мировой войны был интернирован в лагерь Верне. В 1941 году после вторжения нацистской Германии во Францию бежал с семьей в США. После войны вернулся в Швецию.
В 1958 году Ашберг оказал поддержку созданному обществу «СССР — Швеция».

## Воспоминания
- En vandrande jude från Glasbruksgatan. — Stockholm: Bonnier, 1946. — 356 s.
- Återkomst: memoarer II. — Stockholm: Bonnier, 1947. — 359 s.
- Gästboken: memoarer III. — Stockholm: Tiden, 1955. — 399 s.
- Ашберг У. Между Россией и Западом. 1914—1924 гг. Из воспоминаний «Красного банкира» // Из глубины времен. Альманах. — СПб., 1993. Вып. 2. С. 3-94.